# میکی اینگول
میکی اینگول (انگلیسی: Micky Engwell؛ زادهٔ ۲۷ سپتامبر ۱۹۶۶) بازیکن فوتبال اهل بریتانیا است.
از باشگاه‌هایی که در آن بازی کرده‌است می‌توان به باشگاه فوتبال کرو آلکساندرا اشاره کرد.